# Вбивство Ганни Політковської

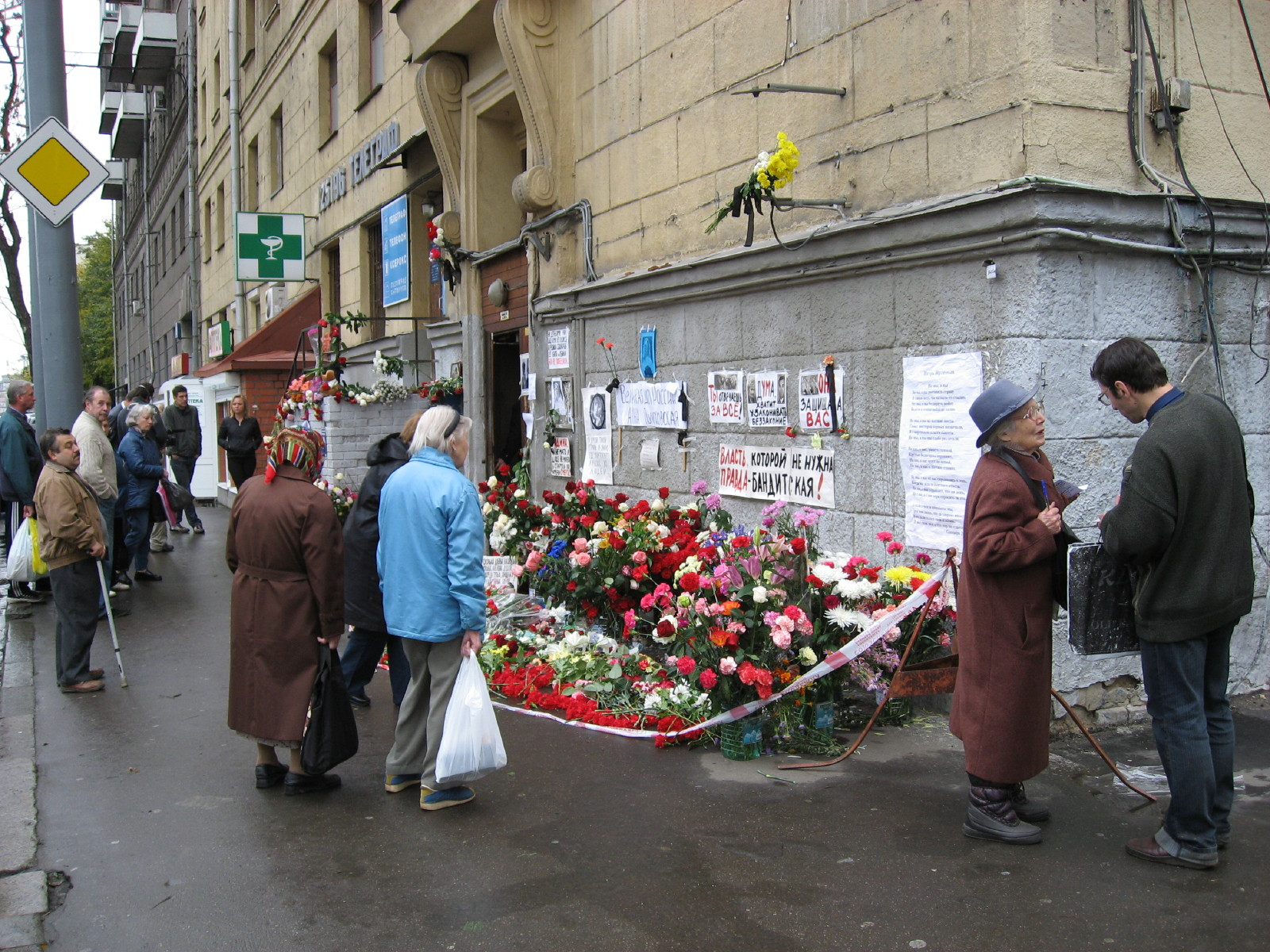
Імпровізований меморіал на вході до будинку Ганни Політковської у Москві. Фото 10 жовтня 2006

Ганна Політковська, оглядач «Нової газети», була вбита в Москві 7 жовтня 2006 року.
Її застрелили в ліфті свого будинку в центрі Москви (Лісова вулиця, будинок 8). Співробітники міліції знайшли пістолет Макарова з глушником та чотири гільзи поряд із тілом. Перші відомості вказували на вбивство на замовлення, так як було зроблено чотири постріли, включаючи «контрольний» постріл в голову.
Звинувачення було пред'явлено дев'яти особам. У травні 2008 року представники Слідчого комітету оголосили, що безпосереднього виконавця вбивства звуть Рустам Махмудов і він оголошений у міжнародний розшук. До початку червня з-під варти було звільнено четверо обвинувачених, у тому числі передбачуваного організатора вбивства. 18 червня було оголошено про завершення попереднього розслідування і про те, що слідство залишило чотирьох обвинувачених. У жовтні 2008 року Генпрокуратура РФ передала матеріали слідства до суду. Перші слухання відбулися 15 жовтня 2008 року. 17 листопада суд ухвалив, що слухання вестимуться у відкритому режимі. Однак у день слухань 19 листопада це рішення було несподівано змінено; 25 листопада слухання знову перевели у відкритий режим.
19 лютого 2009 року колегія присяжних одноголосно виправдала братів Ібрагіма та Джабраїла Махмудових у справі про вбивство Політковської, вважаючи, що слідству не вдалося довести їхню причетність до скоєння злочину. Обвинувачених було відпущено із зали суду. 20 травня 2014 року колегія присяжних визнала Гайтукаєва, Хаджикурбанова та братів Махмудових винними в організації вбивства журналістки; поблажливості, на їхню думку, заслуговував лише Ібрагім Махмудов.
Через 15 років, 7 жовтня 2021 року, минув термін давності у справі про вбивство Ганни Політковської. Замовника так і не знайшли.

## Версії вбивства
Журналістами та аналітиками висувалися кілька версій вбивства Політковської: згідно з однією з основних версій, до злочину було причетне керівництво Чеченської Республіки, згідно з іншою — російська влада і особисто Володимир Путін . У ході слідства опрацьовувалися версії про причетність Кадирова або його супротивників, про замовників з-за кордону, які розраховували підірвати престиж Росії. Прокремлівські політологи та журналісти стверджували, що Кремль та російські спецслужби до вбивства Політковської жодного відношення не мали і що вбивство було вигідне не Путіну, а Заходу. Так, журналістка «Російської газети» Наталія Козлова припустила, що вбивство організували Борис Березовський або Ахмед Закаєв із метою створити привід для критики російської влади. Також висловлювалися припущення, що вбивство Політковської, що сталося у день народження Володимира Путіна, могло бути провокацією проти нього і Рамзана Кадирова. Сам Рамзан Кадиров заявив, що Політковську було вбито на замовлення Бориса Березовського.
Колишній підполковник радянської та російської держбезпеки Олександр Литвиненко, який дружив із Політковською, на своїй останній прес-конференції стверджував, що замовником убивства був Володимир Путін. Через 12 днів після цієї заяви Литвиненко був отруєний. На думку британського уряду, усунення Литвиненка було доручено ФСБ Володимиром Путіним. Литвиненко також стверджував, що Путін особисто передавав погрози Політковській через російського політика Ірину Хакамаду. Хакамада назвала ці твердження «маренням».
Правозахисниця Людмила Алексєєва була впевнена в тому, що Політковську вбили через її професійну діяльність, через те, що вона «викривала насильство і захищала жертв цього насильства». Депутат Державної думи Володимир Рижков вважав, що мотивами для вбивства були розслідування Політківською терактів у Беслані та «Норд-Ості», а також її публікації про корупцію та Чечню. Декілька можливих мотивів вбивства висунув кореспондент «Нової газети» В'ячеслав Ізмайлов. Так, він припустив, що вбивство могло бути організоване російськими спецслужбами за допомогою чеченців, пов'язаних з ними або особисто Рамзаном Кадировим через викриття викрадень та вбивств, які, можливо, здійснювалися за його вказівкою . Ізмайлов також вважав за можливе, що вбивство Політковської було помстою співробітників ОМОНу з Нижньовартовська, один з яких, Сергій Лапін на прізвисько «Кадет», завдяки статтям Політковської був засуджений за викрадення та вбивство в Чечні.
У зв'язку із вбивством Ганни Політковської згадувався «список ворогів російського народу», опублікований в інтернеті 2006 року. Головний редактор радіостанції «Ехо Москви» Олексій Венедиктов зазначав: «я хотів би вам нагадати про так званий „список ворогів російського народу“, опублікований кілька місяців тому, і патронований, наскільки я пам'ятаю, здається, депутатом Кур'яновичем, де Ганна Політковська в цьому списку була позначена як „агент західних спецслужб“, її ім'я стоїть між Валерієм Панюшкіним, теж журналістом „Комерсанта“ та Володимиром Познером, що веде програми „Времена“ — є і цей слід».

## Розслідування
27 серпня 2007 року начальник УСБ ФСБ РФ заявив, що у вбивстві Анни Політковської звинувачується співробітник служби Центрального адміністративного округу Москви УФСБ по Москві та Московській області підполковник Павло Рягузов.
21 вересня 2007 року слідство звинуватило за статтею 33 та статтею 105 КК (співучасть у вбивстві у формі пособництва) колишньому голові Ачхой-Мартановського району Чеченської республіки Шамілю Бураєву. Слідство підозрює, що Бураєв звернувся до Рягузова з проханням з'ясувати адресу проживання Політковської, а потім Бураєв передав його братам Махмудовим.
На початку 2008 року керівник Головного слідчого управління Слідчого комітету при прокуратурі Росії Дмитро Довгий висловив переконання, що замовником вбивства Політковської виступив Борис Березовський, який здійснив свій задум за допомогою чеченського злочинного «авторитету» Хож-Ахмеда Нухаєва. За словами Довгія, вбивство пов'язане не зі статтями Політковської, а з її особистістю:

Організатори хотіли показати, що у нас серед білого дня можуть убивати відомих людей, що правоохоронні органи нібито не в змозі розкривати таких справ. МВС і ми спростували це. <…> Ось вона така яскрава, перебуває в опозиції до чинної влади, зустрічалася з Березовським — ось її й убили. Не вірили, що ми так швидко розкриємо цей злочин.

За версією слідства, організатором злочинної групи був один із лідерів «лазанського» угруповання Магомед Дімельханов. До останнього навесні 2006 року надійшло замовлення на вбивство Політковської, оскільки до журналістки мали серйозні претензії великі люди в Чечні. Виконання замовлення було доручено братам Махмудовим, які залучили до справи ринкового торговця та водія банди Ахмеда Ісаєва. Намагаючись встановити адресу Політковської, злочинці звернулися до колишнього оперативного співробітника етнічного відділу РУБОЗ Сергія Хаджикурбанова який звів їх з підполковником Павлом Рягузовим, який працював у відділі ФСБ по Центральному адміністративному округу Москви, на території якого проживала Політков. Рягузов «пробив» по базі даних ФСБ і передав адресу Політковській колишньому голові Ачхой-Мартанівського району Чеченської Республіки Шамілю Бураєву. Рягузов також забезпечував банду інформацією щодо її телефонних переговорів. Крім того, Хаджикурбанов організував стеження за Політковської, звернувшись за допомогою до співробітників оперативно-пошукового управління ГУВС Москви Дмитра Лебедєва, Дмитра Грачова та Олега Алимова. До справи було також залучено колишнього міліціонера, який працював у ЧОПі, Олексія Беркіна. За відомостями газети «Время новостей», усі представники силових структур, що проходили у справі про вбивство Політковської, «не знали, про що саме йдеться, не були знайомі з кілером та замовником і виконали за гроші ліву роботу».
Безпосереднім виконавцем убивства, як вважає слідство, є Рустам Махмудов — брат Ібрагіма, Джабраїла та Тамерлана Махмудових.
Головний редактор «Нової газети» Дмитро Муратов заявив, що задоволений тим, як проводиться розслідування вбивства: «Аргументи слідства надзвичайно переконливі та професійні».
У серпні 2007 року у справі про вбивство Ганни Політковської було заарештовано 10 осіб: Олексій Беркін, Дмитро Лебедєв, Тамерлан Махмудов, Джабраїл Махмудов, Ібрагім Махмудов, Олег Алімов, Магомед Дімельханов, Ахмед Ісаєв, Сергій Хаджикурбанов та Сергій Хаджикурбанов. Після цього були заарештовані Рягузов і Бураєв. Проте, за даними преси, міліціонера Беркіна незабаром відпустили з-під арешту через брак доказів, тоді як у Хаджикурбанова, за даними преси, виявилося алібі (він з 2004 по кінець 2006 року був у в'язниці). За іншими даними, Хаджикурбанова було звільнено до вбивства Політковської (за даними «Нової Газети» — у вересні).
Генеральний прокурор РФ Юрій Чайка під час своєї зустрічі з президентом РФ уточнив, що вбивство готувалося двома групами — перша стежила за журналісткою, а друга контролювала першу. У стеженні за Політковською підозрюються колишні співробітники оперативно-пошукового управління ГУВС: Олексій Беркін, Дмитро Лебедєв, Олег Алімов та Дмитро Грачов. Друга група складалася в основному з уродженців Чеченської Республіки: Джабраїла Махмудова, його братів Тамерлана та Ібрагіма, передбачуваного лідера групи Магомеда Дімельханова, а також колишнього оперативника московського УБОЗ Сергія Хаджикурбанова.
Мотивом злочину генеральний прокурор назвав:

…дестабілізацію обстановки країни, зміна конституційного порядку, формування у Росії криз, повернення до колишньої системі правління, коли все вирішували гроші та олігархи…

Замовника вбивства в серпні 2007 року не було названо, хоча прокуратура заявила, що це людина, яка живе за кордоном і особисто знайома з Ганною Політковською. До такого висновку вже через 3 дні після вбивства дійшов і президент РФ Володимир Путін .
27 серпня 2007 року начальник УСБ ФСБ РФ заявив, що у вбивстві Ганни Політковської звинувачується співробітник служби Центрального адміністративного округу Москви УФСБ по Москві та Московській області підполковник Павло Рягузов.
21 вересня 2007 року слідство звинуватило за статтею 33 та статтею 105 КК (співучасть у вбивстві у формі пособництва) колишньому голові Ачхой-Мартановського району Чеченської республіки Шамілю Бураєву. Слідство підозрює, що Бураєв звернувся до Рягузова з проханням з'ясувати адресу проживання Політковської, а потім Бураєв передав його братам Махмудовим.

## Відомості про перебіг слідства, що з'явилися у ЗМІ
Згідно з даними, що просочилися в пресу, хід розслідування був такий. Слідчій групі, яка проаналізувавла дані відеокамер спостереження, вдалося встановити автомобіль, на якому під'їхали до будинку передбачувані вбивці. Автомобіль належав родині кілерів з Чечні братів Махмудових з так званої «Лазанського» угруповання (за назвою ресторану «Лазанья» в Москві на П'ятницькій вулиці — за іншими джерелами, назва ресторану нібито «Алазань»". Лідер цього угруповання, Нухаєв, звинувачується у вбивстві Пола Хлєбникова. Також було встановлено, що незадовго до вбивства (у вересні) адресу Політковської «пробивав» в базі даних ФСБ полковник ФСБ Павло Рягузов, який негайно слідом за тим подзвонив своєму давньому знайомому колишньому главі Ачхой-Мартановського району Чечні Шамілю Бураєву. Оскільки Політковська проживала за новою адресою, то для встановлення її місця проживання передбачуваними вбивцями була найнята міліцейська група стеження. Сполучною ланкою між групами, за версією слідства, служив колишній оперативний співробітник етнічного відділу РУБОП, знайомий Рягузова Сергій Хаджікурбанов.

## Суд та вироки
Дмитро Павлюченков (14 грудня 2012 року)
У грудні 2012 року Московський міський суд засудив до 11 років колонії суворого режиму та виплати 3 млн рублів дітям Ганни Політковської колишнього співробітника столичного ГУВС підполковника міліції Дмитра Павлюченкова, визнавши його винним у справі про вбивство оглядача «Нової газети» Ганни Політковської Справа Павлюченкова була розглянута в особливому порядку: без дослідження доказів та допиту свідків — через досудову угоду про співпрацю зі слідством, в рамках якої Павлюченко повністю визнав свою провину і повідомив раніше невідому інформацію. При цьому обидві сторони мають намір оскаржити вирок. У своєму останньому слові колишній міліціонер назвав співпрацю зі слідством не вимушеним, а добровільним, крім того, він вибачився за участь у злочині та вибачився у дітей загиблої. Згідно з обвинуваченням, Павлюченков входив до групи, яка вчинила вбивство. Організатором вбивства був Лом-Алі Гайтукаєв, а в обов'язки Павлюченкова входило встановлення місцезнаходження Політковської, вивчення її порядку денного, спостереження. Крім того, він придбав перероблений під стрілянину бойовими патронами газовий пістолет, який і передав Гайтукаєву та Сергію Хаджикурбанову.
У вироку Павлюченкову згадувалися без назв ще п'ять фігурантів, яким суд тільки мав бути і які знайомилися з матеріалами справи.
21 грудня 2012 року адвокат сім'ї Політковської оскаржила вирок Павлюченкову, оскільки вони вважають його несправедливим — покарання не відповідає тяжкості скоєного, а також було заявлено про незгоду з особливим порядком розгляду справи.
Інші п'ятеро
20 травня 2014 року колегія присяжних визнала Гайтукаєва, Хаджикурбанова та братів Махмудових винними в організації вбивства журналістки; поблажливості, на їхню думку, заслуговував лише Ібрагім Махмудов. Усі п'ятеро обвинувачених свою провину заперечували.
9 червня відбулося оголошення вироку. Рустам Махмудов і Лом-Алі Гайтукаєв були засуджені до довічного позбавлення волі, Сергій Хаджікурбанов — до 20 років в'язниці, Джабраїл та Ібрагім — відповідно, до 14 і 12 років ув'язнення . 26 червня 2015 року Верховним Судом Росії покарання Джабраїлу Махмудову було пом'якшено до 13,5 років, іншим засудженим залишено без зміни.
У 2018 році Європейський суд з прав людини ухвалив, 5 голосами проти 2, що при розслідуванні вбивства держава допустила низку порушень.